# Vodice (Ajdovščina)
Vodice é um assentamento localizado no município de Ajdovščina na Eslovênia. Possuía uma população estimada de 66 habitantes em 2020.